# Lucidio Sentimenti
Lucidio Sentimenti (Bomporto, 1º luglio 1920 – Torino, 28 novembre 2014) è stato un calciatore e allenatore di calcio italiano, di ruolo portiere.
Detto Cochi, era il quarto di cinque fratelli calciatori: Ennio (I), Arnaldo (II), Vittorio (III) e Primo (V), pertanto era noto anche come Sentimenti IV.
La leggenda narra che tutto iniziò con una lettera che recitava «Ho quasi quindici anni, faccio il garzone calzolaio a 15 lire la settimana, vorrei giocare. Va bene qualsiasi ruolo. Anche portiere». Gianni Brera lo descrive «freddissimo determinista, dotato di una astuzia luciferina».
L'8 settembre 2011 è il più anziano calciatore vivente a cui la Juventus abbia assegnato una stella celebrativa nella Walk of Fame dello Juventus Stadium; il suo ingresso in campo, a novantuno anni compiuti, è salutato da un'ovazione dei 41 000 spettatori presenti.

## Biografia

### La famiglia Sentimenti
La famiglia Sentimenti comprendeva diversi giocatori di calcio:
|  |  |                  |                  |                  |                  |                  |                  |  |  |                                                      |                                                      |                                                      |                                                      |                                                      |                                                      |  |  | Arturo Sentimenti                                        | Arturo Sentimenti                                        | Arturo Sentimenti                                        | Arturo Sentimenti                                        | Arturo Sentimenti                                        | Arturo Sentimenti                                        |  |  |                                                        |                                                        |                                                        |                                                        | Augusta Sentimenti                                     | Augusta Sentimenti                                     | Augusta Sentimenti | Augusta Sentimenti | Augusta Sentimenti                                    | Augusta Sentimenti                                    |                                                       |                                                       |                                                       |                                                       |  |  |                                                  |                                                  |                                                  |                                                  |                                                  |                                                  |
|  |  |                  |                  |                  |                  |                  |                  |  |  |                                                      |                                                      |                                                      |                                                      |                                                      |                                                      |  |  | Arturo Sentimenti                                        | Arturo Sentimenti                                        | Arturo Sentimenti                                        | Arturo Sentimenti                                        | Arturo Sentimenti                                        | Arturo Sentimenti                                        |  |  |                                                        |                                                        |                                                        |                                                        | Augusta Sentimenti                                     | Augusta Sentimenti                                     | Augusta Sentimenti | Augusta Sentimenti | Augusta Sentimenti                                    | Augusta Sentimenti                                    |                                                       |                                                       |                                                       |                                                       |  |  |                                                  |                                                  |                                                  |                                                  |                                                  |                                                  |
|  |  |                  |                  |                  |                  |                  |                  |  |  |                                                      |                                                      |                                                      |                                                      |                                                      |                                                      |  |  |                                                          |                                                          |                                                          |                                                          |                                                          |                                                          |  |  |                                                        |                                                        |                                                        |                                                        |                                                        |                                                        |                    |                    |                                                       |                                                       |                                                       |                                                       |                                                       |                                                       |  |  |                                                  |                                                  |                                                  |                                                  |                                                  |                                                  |
|  |  |                  |                  |                  |                  |                  |                  |  |  |                                                      |                                                      |                                                      |                                                      |                                                      |                                                      |  |  |                                                          |                                                          |                                                          |                                                          |                                                          |                                                          |  |  |                                                        |                                                        |                                                        |                                                        |                                                        |                                                        |                    |                    |                                                       |                                                       |                                                       |                                                       |                                                       |                                                       |  |  |                                                  |                                                  |                                                  |                                                  |                                                  |                                                  |
|  |  | Ennio Sentimenti | Ennio Sentimenti | Ennio Sentimenti | Ennio Sentimenti | Ennio Sentimenti | Ennio Sentimenti |  |  | Arnaldo Sentimenti (24 maggio 1914 - 12 giugno 1997) | Arnaldo Sentimenti (24 maggio 1914 - 12 giugno 1997) | Arnaldo Sentimenti (24 maggio 1914 - 12 giugno 1997) | Arnaldo Sentimenti (24 maggio 1914 - 12 giugno 1997) | Arnaldo Sentimenti (24 maggio 1914 - 12 giugno 1997) | Arnaldo Sentimenti (24 maggio 1914 - 12 giugno 1997) |  |  | Vittorio Sentimenti (18 agosto 1918 - 27 settembre 2004) | Vittorio Sentimenti (18 agosto 1918 - 27 settembre 2004) | Vittorio Sentimenti (18 agosto 1918 - 27 settembre 2004) | Vittorio Sentimenti (18 agosto 1918 - 27 settembre 2004) | Vittorio Sentimenti (18 agosto 1918 - 27 settembre 2004) | Vittorio Sentimenti (18 agosto 1918 - 27 settembre 2004) |  |  | Lucidio Sentimenti (1º luglio 1920 - 28 novembre 2014) | Lucidio Sentimenti (1º luglio 1920 - 28 novembre 2014) | Lucidio Sentimenti (1º luglio 1920 - 28 novembre 2014) | Lucidio Sentimenti (1º luglio 1920 - 28 novembre 2014) | Lucidio Sentimenti (1º luglio 1920 - 28 novembre 2014) | Lucidio Sentimenti (1º luglio 1920 - 28 novembre 2014) |                    |                    | Primo Sentimenti (28 dicembre 1926 - 13 ottobre 2016) | Primo Sentimenti (28 dicembre 1926 - 13 ottobre 2016) | Primo Sentimenti (28 dicembre 1926 - 13 ottobre 2016) | Primo Sentimenti (28 dicembre 1926 - 13 ottobre 2016) | Primo Sentimenti (28 dicembre 1926 - 13 ottobre 2016) | Primo Sentimenti (28 dicembre 1926 - 13 ottobre 2016) |  |  | Lino Sentimenti (25 giugno 1929 - 9 luglio 2020) | Lino Sentimenti (25 giugno 1929 - 9 luglio 2020) | Lino Sentimenti (25 giugno 1929 - 9 luglio 2020) | Lino Sentimenti (25 giugno 1929 - 9 luglio 2020) | Lino Sentimenti (25 giugno 1929 - 9 luglio 2020) | Lino Sentimenti (25 giugno 1929 - 9 luglio 2020) |

Suo fratello Arnaldo, conosciuto come para-rigori, nella stagione 1941-42 collezionò ben 9 rigori parati consecutivi. Per ironia della sorte, fu proprio Lucidio a interrompere quella serie, realizzando dal dischetto in un Napoli-Modena 2-1.

### Nella cultura di massa
Sentimenti IV venne anche citato nel film comico La famiglia Passaguai, nell'immedesimazione che ne fece Carlo Delle Piane giocando a calcio in spiaggia insieme ad Aldo Fabrizi nel ruolo del padre. L'album La estinzione naturale di tutte le cose, della rock band italiana Valentina Dorme contiene la canzone "Lucidio Sentimenti IV" dedicata al calciatore.

## Caratteristiche tecniche

Sentimenti IV alla Juventus negli anni 1940, in uscita in presa alta.

Non alto, ma molto forte fisicamente, era un elemento eclettico: nel periodo bianconero, a causa di una frattura alle dita, venne utilizzato anche come ala destra nel campionato di guerra 1943-1944 (realizzò anche una doppietta al Casale e un gol sia all'Asti che al Varese).
Portiere non appariscente, tra i pali era dotato di agilità e capacità di leggere le intenzioni degli avversari; in uscita si buttava con coraggio sugli attaccanti con il corpo indietro e le gambe protese avanti: le "uscite di piede" per cui passò alla storia del calcio. Abile nel gioco con i piedi, talvolta si incaricava della battuta dei rigori: con la Juventus ne realizzò uno per il pareggio contro l'Atalanta, sbagliandone qualche domenica dopo un altro contro il Milan (2-2 il risultato finale), poi tre nel periodo laziale. Ne calciò perfino uno, quando vestiva la maglia del Modena, contro il fratello Arnaldo portiere del Napoli nella sfida in casa dei partenopei del 17 maggio 1942.
Aveva l'abitudine, mentre non era impegnato, di stare in movimento tra i pali "per tenere i muscoli caldi". Per eccesso di sicurezza spesso subiva gol da fuori area, tanto che i tifosi laziali lo accusarono di essere miope e convinsero la società a fargli sostenere una visita oculistica.

## Carriera

### Giocatore

#### Club
Inizia la carriera nelle file del Modena, con cui conquista da titolare la promozione in Serie A al termine della stagione 1940-1941. Nella stagione successiva è inizialmente riserva di Bruno Monti, ma nella seconda parte della stagione si impone come titolare, esordendo in massima serie il 1º febbraio 1942 in occasione del pareggio interno contro la Roma, e disputando complessivamente 16 incontri, non riuscendo tuttavia a evitare l'ultimo posto finale.
Nell'estate del 1942 viene acquistato dalla Juventus, dove già militava il fratello Vittorio. In bianconero rimarrà fino al 1949, disputando 4 campionati di Serie A a girone unico, più l'anomalo campionato 1945-1946 disputato a due gironi. Ha la particolarità di avere disputato due incontri del campionato misto 1945-46 come giocatore di movimento, in particolare nel ruolo di ala, segnando una rete.

Cochi Sentimenti fra i due fratelli, Vittorio e Primo, ai tempi della loro militanza nella Lazio.

Per età e successi ottenuti viene considerato in fase discendente al momento di trasferirsi alla Lazio nel 1949. Nella capitale (affiancato anche dai fratelli Vittorio e Primo) disputa invece cinque campionati da titolare e finisce per rivelarsi un leader. Con l'aquila sul petto disputa 170 partite mettendo a segno 3 gol su rigore.
Lascia la Lazio nel 1954 per andare al L.R. Vicenza, un trasferimento accettato di malavoglia dalla dirigenza biancoceleste che libera il portiere soltanto nell'ultimo giorno utile per la cessione. In maglia biancorossa milita tra il 1954 e il 1957 collezionando 82 presenze, aggiudicandosi il campionato di Serie B 1954-1955.
Passa i suoi ultimi anni da calciatore a Torino. Nel 1957 è portiere del Cenisia (la terza squadra del capoluogo piemontese), in IV Serie, mentre nel 1959 viene acquistato dal Talmone Torino nella seconda parte di campionato, tornando a giocare in Serie A per 3 partite e subendo 5 reti. La stagione seguente torna al Cenisia, dove termina la sua carriera.
In carriera ha totalizzato complessivamente 366 presenze e 3 reti (tutte su calcio di rigore) nella Serie A a girone unico e 67 presenze in Serie B.

#### Nazionale
Nella sua carriera colleziona anche 9 presenze con la Nazionale Italiana, tra cui quella dell'11 maggio 1947 (Italia-Ungheria 3-2), durante la gestione di Vittorio Pozzo, in cui risulta l'unico azzurro non militante nel Grande Torino.
Con Ferruccio Novo, invece, parteciperà ai Mondiali del 1950, scendendo in campo in occasione della sconfitta con la Svezia, mentre contro il Paraguay è sostituito da Giuseppe Moro.

### Allenatore
Allena le giovanili del Cenisia nel 1961, dove nelle finali Allievi la sua squadra batte la Juventus 4-1, dopo aver eliminato il Torino per 3-1. Successivamente allena anche le giovanili della Juventus.

## Statistiche

### Cronologia presenze e reti in nazionale
| Cronologia completa delle presenze e delle reti in nazionale ― Italia | Cronologia completa delle presenze e delle reti in nazionale ― Italia | Cronologia completa delle presenze e delle reti in nazionale ― Italia | Cronologia completa delle presenze e delle reti in nazionale ― Italia | Cronologia completa delle presenze e delle reti in nazionale ― Italia | Cronologia completa delle presenze e delle reti in nazionale ― Italia | Cronologia completa delle presenze e delle reti in nazionale ― Italia | Cronologia completa delle presenze e delle reti in nazionale ― Italia |
| Data                                                                  | Città                                                                 | In casa                                                               | Risultato                                                             | Ospiti                                                                | Competizione                                                          | Reti                                                                  | Note                                                                  |
| --------------------------------------------------------------------- | --------------------------------------------------------------------- | --------------------------------------------------------------------- | --------------------------------------------------------------------- | --------------------------------------------------------------------- | --------------------------------------------------------------------- | --------------------------------------------------------------------- | --------------------------------------------------------------------- |
| 11-11-1945                                                            | Zurigo                                                                | Svizzera                                                              | 4 – 4                                                                 | Italia                                                                | Amichevole                                                            | -4                                                                    |                                                                       |
| 1-12-1946                                                             | Milano                                                                | Italia                                                                | 3 – 2                                                                 | Austria                                                               | Amichevole                                                            | -2                                                                    |                                                                       |
| 27-4-1947                                                             | Firenze                                                               | Italia                                                                | 5 – 2                                                                 | Svizzera                                                              | Amichevole                                                            | -2                                                                    |                                                                       |
| 11-5-1947                                                             | Torino                                                                | Italia                                                                | 3 – 2                                                                 | Ungheria                                                              | Amichevole                                                            | -2                                                                    |                                                                       |
| 9-11-1947                                                             | Vienna                                                                | Austria                                                               | 5 – 1                                                                 | Italia                                                                | Amichevole                                                            | -3                                                                    | 45’                                                                   |
| 5-3-1950                                                              | Bologna                                                               | Italia                                                                | 3 – 1                                                                 | Belgio                                                                | Amichevole                                                            | -1                                                                    |                                                                       |
| 2-4-1950                                                              | Vienna                                                                | Austria                                                               | 1 – 0                                                                 | Italia                                                                | Coppa Internazionale                                                  | -1                                                                    |                                                                       |
| 25-6-1950                                                             | San Paolo                                                             | Svezia                                                                | 3 – 2                                                                 | Italia                                                                | Mondiali 1950 - 1º Turno                                              | -3                                                                    |                                                                       |
| 17-5-1953                                                             | Roma                                                                  | Italia                                                                | 0 – 3                                                                 | Ungheria                                                              | Coppa Internazionale                                                  | -3                                                                    |                                                                       |
| Totale                                                                |                                                                       | Presenze                                                              | 9                                                                     |                                                                       | Reti                                                                  | -21                                                                   |                                                                       |

## Palmarès

### Giocatore

#### Club
- Campionato italiano di Serie B: 1

L.R. Vicenza: 1954-1955